# Claude Duret
Claude Duret ( Moulins , ca. 1570 - 17 de septiembre de 1611) fue un naturalista francés. Fue un gran amigo de Olivier de Serres (1539-1619).
Continuó la línea de su padre Louis Duret (1527-1586), como médicos de la Corte, y también su hermano Jean Duret (1563-1629) ; prestigiosos médicos de la familia real. Probablemente fue el padre de Noël Duret, cosmógrfoe de Louis XIII y editor de François Viète.
Se conocen de Claude Duret numerosas obras como Discours de la vérité des causes et effects des décadences, mutations, changements, conversions et ruines des monarchies, empires, royaumes et républiques... (París, 1595), Discours de la Vérité des Causes et effets des décadences, mutations etc des Monarchies, Empires et Républiques ; selon l'opinion des anciens et modernes mathématiciens, Astrologues, mages, etc. (Lyon, 1595), Histoire admirable des plantes et herbes esmerveillables et miraculeuses en nature... (Paris, 1605) et Thrésor (sic) de l'histoire des langues de cest univers, contenant les origines, beautés... décadences, mutations... et ruines des langues hébraïque, chananéenne... etc., les langues des animaux et oiseaux (Coligny, 1613).
Su Histoire admirable des plantes, ornada de grabados en madera, colección de todos sus maravillosos eventos reportados en los viajes. Fantaseador, comienza con la descripción del "Árbol de la Vida" en el Jardín del Edén, que incluso le dio una ilustración. También ilustró un extraño árbol cuyas hojas, al caer al suelo, huían con sus pequeños pies.